# Neutronemission
Neutronemission är en typ av radioaktivt sönderfall där en neutron eller flera avges från en atomkärna. Det förekommer i de mest neutronrika/protonfattiga nukliderna men även från exciterade tillstånd av andra nuklider som i fotoneutronemission och beta-fördröjd neutronemission. Eftersom endast en neutron går förlorad vid denna process förblir antalet protoner oförändrat, och en atom blir inte en atom av ett annat element, utan en annan isotop av samma element. Ett exempel på en isotop som avger neutroner är 13Be (beryllium-13).
Neutroner avges också vid spontan och inducerad fission av vissa tunga nuklider.

## Spontan neutronemission
Som en konsekvens av Pauliprincipen har kärnor med ett överskott av protoner eller neutroner en högre medelenergi per nukleon. Kärnor med ett tillräckligt överskott av neutroner har en större energi än kombinationen av en fri neutron och en kärna med en neutron mindre, och kan därför sönderfalla genom neutronemission. Kärnor som kan sönderfalla genom denna process beskrivs som att de ligger bortom neutrondropplinjen.
Två exempel på isotoper som avger neutroner är beryllium-13 (sönderfaller till beryllium-12 med en medellivslängd av 2,7 × 10−21 s) och helium-5 (till helium-4, 7 × 10-22 s)
I tabeller över nukleära sönderfallslägen betecknas neutronemission vanligen med förkortningen n.

### Dubbel neutronemission
Vissa neutronrika isotoper sönderfaller genom emission av två eller flera neutroner. Till exempel sönderfaller väte-5 och helium-10 genom emission av två neutroner, väte-6 genom emission av 3 eller 4 neutroner och väte-7 genom emission av 4 neutroner.

## Fotoneutronemission
Vissa nuklider kan induceras att stöta ut en neutron genom gammastrålning. En sådan nuklid är 9Be vars fotodisintegration är betydande inom kärnastrofysik, med avseende på överskott av beryllium och konsekvenserna av instabiliteten hos 8Be. Detta gör också denna isotop användbar som neutronkälla i kärnreaktorer. En annan nuklid, 181Ta, är också känd för att vara lätt kapabel till fotosönderdelning. Denna process tros vara upphovet till skapandet av 180mTa, den enda primordiala nukleära isomeren och den mest sällsynta primordiala nukliden.

## Beta-fördröjd neutronemission
Neutronemission sker vanligtvis från kärnor som är i ett exciterat tillstånd, som den exciterade 17O* som produceras från beta-sönderfallet av 17N. Själva neutronemissionsprocessen styrs av kärnkraften och är därför extremt snabb, ibland sedd som "nästan omedelbar". Denna process gör att instabila atomer blir mer stabila. Utstötningen av neutronen kan vara en produkt av rörelsen av många nukleoner, men den förmedlas i slutändan av den frånstötande verkan av kärnkraften som finns på extremt korta avstånd mellan nukleonerna.

### Fördröjda neutroner i reaktorstyrning
De flesta neutronemissioner utanför prompt neutronproduktion i samband med fission (antingen inducerad eller spontan), kommer från neutrontunga isotoper som produceras som fissionsprodukter. Dessa neutroner emitteras ibland med en fördröjning, vilket ger dem termen fördröjda neutroner, men den faktiska fördröjningen i deras produktion är en fördröjning som väntar på betasönderfallet av klyvningsprodukter för att producera kärnprekursorerna i exciterad tillstånd som omedelbart genomgår snabba neutronemissioner. Fördröjningen i neutronemission ingår alltså inte från neutronproduktionsprocessen, utan snarare dess prekursor beta-sönderfall, som styrs av den svaga kraften, och därför kräver mycket längre tid. Halveringstiderna för beta-sönderfallet för prekursorerna till radioisotoper som avsändare av fördröjda neutroner är vanligtvis bråkdelar av en sekund till tiotals sekunder.
Ändå hjälper de fördröjda neutronerna som emitteras ut av neutronrika fissionsprodukter till med kontrollen av kärnreaktorer genom att få reaktiviteten att förändras mycket långsammare än den skulle göra om den kontrollerades av enbart snabba neutroner. Cirka 0,65 procent av neutronerna frigörs i en kärnkedjereaktion på ett fördröjt sätt på grund av neutronemissionsmekanismen, och det är denna fraktion av neutroner som gör att en kärnreaktor kan styras på mänskliga reaktionstidskalor, utan att gå vidare till en snabbt kritiskt tillstånd. 

## Neutronemission vid fission
En synonym för sådan neutronemission är "snabb neutronproduktion", av den typ som är mest känd för att inträffa samtidigt med inducerad kärnklyvning. Inducerad fission sker endast när en kärna bombarderas med neutroner, gammastrålar eller andra energibärare. Många tunga isotoper, framför allt californium-252, avger också snabba neutroner bland produkterna av en liknande spontan radioaktiv sönderfallsprocess, kallad spontan fission.

### Spontan fission
Spontan klyvning inträffar när en kärna delas i två (ibland tre ) mindre kärnor och vanligtvis avger en eller flera neutroner.